# Pedetidae
Pedetidae là một họ động vật có vú thuộc Bộ Gặm nhấm. Có 2 loài còn sinh tồn: Springhare Nam Phi (Pedetes capensis) và Springhare Đông Phi (Pedetes surdaster). Chúng phân bố tại khắp miền nam và đông châu Phi, cũng như quanh Kenya, Tanzania và Uganda. Hóa thạch của họ này được tìm thấy xa về phía bắc tới tận Thổ Nhĩ Kỳ. Pedetidae và Anomaluridae tạo nên phân bộ Anomaluromorpha. Chi hóa thạch Parapedetes cũng có họ hàng với Pedetidae.

## Phân loại
- Pedetes Illiger, 1811 (Đầu Pliocen tới nay ở châu Phi)[10]
- Megapedetes Macinnes, 1957 (Miocen sớm và trung ở châu Phi, Ả Rập Saudi, Israel, và Thổ Nhĩ Kỳ)[10]
- Oldrichpedetes Pickford & Mein, 2011 (Miocen sớm tới Pliocen sớm ở châu Phi)[11]
- Rusingapedetes Pickford & Mein, 2011 (Miocen sớm ở châu Phi)[11]